# Leucothyreus trochantericus
Leucothyreus trochantericus är en skalbaggsart som beskrevs av Ohaus 1917. Leucothyreus trochantericus ingår i släktet Leucothyreus och familjen Rutelidae. Inga underarter finns listade i Catalogue of Life.